# Phil Foden
Philip Walter Foden (* 28. května 2000 Stockport) je anglický profesionální fotbalista, který hraje na pozici ofensivního záložníka či křídelníka za anglický klub Manchester City FC a za anglický národní tým.
V prosinci 2017 se stal mladou sportovní osobností roku podle BBC.
V květnu 2018 se stal nejmladším vítězem anglické ligové soutěže, Premier League.

## Klubová kariéra

### Manchester City
Trenér Manchesteru City Pep Guardiola jej měl k dispozici pro zápas Ligy mistrů proti Celticu 6. prosince 2016, Foden ale zůstal jen na lavičce.
Soutěžní debut za City si odbyl 21. listopadu 2017 v Lize mistrů proti Feyenoordu 15 minut před koncem.
Když vystřídal 34letého Yayu Tourého stal se čtvrtým nejmladším anglickým debutantem v milionářské soutěži (mladší byli jen Jack Wilshere, Dominic Solanke a Ainsley Maitland-Niles). Bylo mu 17 let a 177 dní.
V prestižní evropské soutěži nastoupil o 15 dní později od začátku, City však prohráli 1:2 se Šachtarem Doněck.
Bylo mu 17 let a 192 dní.
Překonal tak rekord, který do té doby držel Josh McEachran (Chelsea). Stal se také prvním fotbalistou narozeným po roce 2000, který hrál zápas evropského poháru od začátku.
Proti Tottenhamu Hotspur 16. prosince zažil ligový debut, byť odehrál pouze závěrečné minuty, poté co nahradil İlkaye Gündoğana.
Na posledních pár minut naskočil do závěrečného 38. kola proti Southamptonu a byl u vítězství 1:0. Šlo o jeho pátý ligový zápas v sezóně, splnil tak podmínku pro obdržení medaile pro mistra Premier League. Stal se vůbec nejmladším fotbalistou, který získal anglický titul, překonal Gaëla Clichyho.
V dubnu 2019 vstřelil svůj premiérový gól v anglické lize, a to tzv. „rybičkou“ nebo „šipkou“ (anglicky diving header) po pěti minutách od úvodního hvizdu. Fodenův gól se stal gólem vítězným a vrátil City na čelo tabulky Premier League. Stal se třetím nejmladším střelcem v Premier League v historii klubu (mladší byli Micah Richards and Daniel Sturridge).
Začátkem sezóny 2019/20 zasáhl do zápasu o Community Shield s Liverpoolem jako střídající hráč, když v 89. minutě nahradil Kevina De Bruyneho a odehrál prodloužení.
Citizens nakonec vyhráli v penaltovém rozstřelu 6:5 a Foden byl jedním z těch, co svoji penaltu proměnili.
První start v Premier League v nové sezóně si připsal 15. prosince na půdě Arsenalu i kvůli zranění Davida Silvy. Jeho povedená spolupráce s De Bruynem vedla k poločasovém vedení 3:0, ve 40. minutě sám asistoval De Bruyneho gólu na 2:0. Bernardo Silva jej vystřídal v 56. minutě, Citizens tedy nakonec vyhráli 3:0.
V lednu 2020 odehrál dva celé zápasy v rámci FA Cupu. Ve třetím kole proti Port Vale gólem pomohl k výhře 4:1. Na hřišti pobýval s 33 letým Davidem Silvou, jemuž se měl stát talentovaný Foden nástupcem.
Ve čtvrtém kole si zahrál proti Fulhamu, ve kterém si připsal asistenci na gól Bernarda Silvy. Citizens postoupili po jasné výhře 4:0.

## Reprezentační kariéra
V anglické reprezentaci do 17 let debutoval pod trenérem Stevem Cooperem 28. září 2016 v přátelském zápase s Chorvatskem (U17), které skončilo venkovní výhrou Anglie výsledkem 5:0.
Foden si zahrál na evropském turnaji „sedmnáctek“ pořádané v létě 2017 Chorvatskem. Skóroval ve finále proti Španělsku, ale soupeř v závěru zachránil remízu 2:2. Finále dospělo do prodloužení a později k penaltovému rozstřelu, ve kterém Anglie neuspěla a podlehla 1:4.
Témuž soupeři Foden čelil ve finále Mistrovství světa „sedmnáctek“ v říjnu rovněž roku 2017. Proti stejně starým Španělům vyhrála Anglie 5:2, z toho dva góly zaznamenal právě Foden. Krátce nato se stal držitelem Zlatého míče pro nejlepšího hráče šampionátu.
Do seniorského výběru byl prvně povolán dne 25. srpna 2020, kdy jej trenér Gareth Southgate mínil využít v zápasech Ligy národů UEFA.
Debutoval 5. září v duelu s Islandem, ve kterém Anglie vyhrála 1:0. Foden odehrál necelých 70 minut, než byl vystřídán.
Proti tomu samému soupeři vstřelil své první góly za národní tým. Stalo se tak 18. listopadu 2020 na stadionu Wembley v průběhu dalšího zápasu Lize národů.

### Mistrovství světa 2022
V listopadu a prosinci roku 2022 se Foden představil na Mistrovství světa, které se konalo v Kataru. Do úvodního utkání skupiny proti Íránu 21. listopadu zasáhl jako střídající hráč na závěrečných 20 minut, poté co dal trenér Southgate na pravé straně přednost křídelníkovi Bukayo Sakovi. Podle sportovní novinářky Karen Carney z Guardianu zanechal dobrý dojem. Po vítězství 6:2 se Anglie postavila Spojeným státům,  během gólem nerozhodnutého duelu ovšem Foden příležitost nedostal. Jeho opomenutí se setkalo s kritikou, včetně kritiky od bývalých fotbalistů (a expertů) Michaela Owena, Iana Wrighta nebo Garyho Nevilla. Southgate své rozhodnutí hájil tím, že nechtěl Fodena dávat namísto Masona Mounta do středu pole, kde Foden v klubu obvykle nehrává. Ve třetím skupinovém utkání 29. listopadu proti Walesu si Foden odbyl premiéru v základní sestavě na světovém šampionátu. Přestože střetnutí začal napravo, posunul se doleva a po faulu na něho padl po přímém kopu první gól. Následně Foden zvýšil vedení na dvougólové, aby Anglie nakonec zvítězila 3:0 mimo jiné zásluhou dvougólového Marcuse Rashforda.

## Úspěchy
- 1× mladá sportovní osobnost roku podle BBC (2017)[1]
- 1× Zlatý míč pro nejlepšího hráče turnaje na Mistrovství světa hráčů do 17 let (2017)[15]
- Mladý hráč roku Premier League – 2020/21[22]
- Mladý hráč roku Premier League podle PFA – 2020/21[22]
- Sestava sezóny Ligy mistrů UEFA – 2020/21[23]